# Rim Nakamura
Rim Nakamura (en japonés: 中村輪夢, Nakamura Rim; Kioto, 9 de febrero de 2002) es un deportista japonés que compite en ciclismo en la modalidad de BMX estilo libre.
Ganó una medalla de oro en el Campeonato Mundial de Ciclismo Urbano de 2022, en la prueba de parque. Adicionalmente, consiguió cuatro medallas en los X Games.
Participó en dos Juegos Olímpicos de Verano, ocupando el quinto lugar en Tokio 2020 y en París 2024, en la prueba de parque.

## Medallero internacional
| Campeonato Mundial | Campeonato Mundial | Campeonato Mundial | Campeonato Mundial |
| Año                | Lugar              | Medalla            | Competición        |
| ------------------ | ------------------ | ------------------ | ------------------ |
| 2022               | Abu Dabi (EAU)     | Medalla de oro     | Parque             |

| X Games de Verano | X Games de Verano               | X Games de Verano | X Games de Verano |
| Año               | Lugar                           | Medalla           | Prueba            |
| ----------------- | ------------------------------- | ----------------- | ----------------- |
| 2019              | Mineápolis (Estados Unidos)     | Medalla de plata  | Parque            |
| 2024              | Chiba (Japón)                   | Medalla de plata  | Parque            |
| 2025              | Osaka (Japón)                   | Medalla de oro    | Parque            |
| 2025              | Salt Lake City (Estados Unidos) | Medalla de bronce | Parque            |